# National Provincial Championship Division 2 1997
La National Provincial Championship Division 2 1997 fue la vigésimo segunda edición de la segunda división del principal torneo de rugby de Nueva Zelanda.

## Sistema de disputa
El torneo se disputa en formato todos contra todos a una sola ronda, los primeros cuatro clasificados al finalizar la fase regular clasifican a semifinales, los ganadores de estas clasifican a la final, el equipo que gana la final se corona campeón y asciende directamente a Primera División.
El equipo que termina en último lugar desciende directamente a la Tercera División. 

## Campeonato
Tabla de posiciones
| Pos. | Equipo           | Encuentros | Encuentros | Encuentros | Encuentros | Tantos | Tantos | Tantos | PB | PB | Puntos |
| Pos. | Equipo           | PJ         | PG         | PE         | PP         | F      | C      | Dif    | BO | BD | Puntos |
| ---- | ---------------- | ---------- | ---------- | ---------- | ---------- | ------ | ------ | ------ | -- | -- | ------ |
| 1.º  | Northland        | 8          | 8          | 0          | 0          | 566    | 101    | +465   | 8  | 0  | 40     |
| 2.º  | Central Vikings  | 8          | 6          | 0          | 2          | 471    | 135    | +336   | 6  | 0  | 30     |
| 3.º  | Bay of Plenty    | 8          | 6          | 0          | 2          | 293    | 143    | +150   | 5  | 1  | 30     |
| 4.º  | King Country     | 8          | 5          | 0          | 3          | 203    | 237    | -34    | 5  | 1  | 26     |
| 5.º  | Nelson Bays      | 8          | 5          | 0          | 3          | 191    | 321    | -130   | 2  | 0  | 22     |
| 6.º  | Wairarapa Bush   | 8          | 3          | 0          | 5          | 172    | 343    | -171   | 2  | 0  | 14     |
| 7.º  | Wanganui         | 8          | 1          | 1          | 6          | 134    | 279    | -145   | 0  | 2  | 8      |
| 8.º  | Thames Valley    | 8          | 1          | 0          | 7          | 102    | 371    | -269   | 0  | 1  | 5      |
| 9.º  | South Canterbury | 8          | 0          | 1          | 7          | 109    | 311    | -202   | 0  | 1  | 3      |

|  | Semifinalistas.               |
|  | Desciende a Tercera División. |

### Semifinales
| 19 de octubre | Northland | 51 - 12 | King Country |  |  |

| 19 de octubre | Bay of Plenty | 6 - 29 | Central Vikings |  |  |

### Final
| 26 de octubre | Northland | 63 - 10 | Central Vikings |  |  |

| Bandera de Nueva Zelanda |
| Campeón Northland        |
| Primer título            |